# Мерони, Луиджи
Луиджи «Джиджи» Мерони (итал. Luigi "Gigi" Meroni; 24 февраля 1943, Комо — 15 октября 1967, Турин) — итальянский футболист, полузащитник.
Прежде всего известен по выступлениям за клубы «Дженоа» и «Торино», а также национальную сборную Италии. Обладатель кубка Италии. Погиб в автокатастрофе в 24-летнем возрасте.

## Карьера

#### Клубная
Воспитанник футбольной школы клуба «Комо». Профессиональную футбольную карьеру начал в 1960 году в основной команде этого же клуба, проведя там два сезона, приняв участие в 25 матчах чемпионата.
Своей игрой за эту команду привлек внимание представителей тренерского штаба клуба «Дженоа», к составу которого присоединился в 1962 году. Сыграл за генуэзский следующие два сезона своей игровой карьеры.
В 1964 году перешёл в клуб «Торино» . Сразу после перехода в туринскую команду, стал игроком её основного состава и рассматривался как один из её перспективных футболистов. До своей гибели в октябре 1967 года сыграл за «Торино» три полных сезона.

#### Международная
В 1966 году дебютировал в официальных матчах в составе национальной сборной Италии. До своей трагической гибели осенью 1967 года, успел провести в форме главной команды страны 6 матчей, забив 2 гола.
В составе сборной был участником чемпионата мира 1966 года в Англии.

## Гибель
Последней в жизни футболиста игрой стала победа «Торино» со счетом 4:2 в матче против «Сампдории» 15 октября 1967 года. Вечером того же дня Мерони с партнером по команде Фабрицио Полетти праздновали победу в одном из ресторанов в центре Турина. После празднования оба футболиста переходили улицу и были сбиты автомобилем Fiat 124. Полетти получил повреждения, но выжил, а Мерони был отброшен на проезжую часть, где его сбил второй автомобиль. От полученных травм 24-летний футболист вскоре умер.

## Достижения
- Обладатель Кубка Италии (1): 1967/68